# فيكتوريا مورولز
فيكتوريا مورولز (بالإنجليزية: Victoria Moroles)‏، من مواليد 4 سبتمبر 1996 في كوربوس كريستي، تكساس، هي ممثلة أمريكية. اشتهرت بدورها في ليف ومادي وذئب مراهق.

## روابط خارجية
- فيكتوريا مورولز على موقع IMDb (الإنجليزية)
- فيكتوريا مورولز على موقع روتن توميتوز (الإنجليزية)
- فيكتوريا مورولز على موقع قاعدة بيانات الأفلام العربية
- فيكتوريا مورولز على موقع ألو سيني (الفرنسية)
- فيكتوريا مورولز على موقع أول موفي (الإنجليزية)
- فيكتوريا مورولز على موقع قاعدة بيانات الفيلم (الإنجليزية)
- فيكتوريا مورولز على موقع كينوبويسك (الروسية)